# Les Dents, pipi et au lit
Pour plus de détails, voir Fiche technique et Distribution.
Les Dents, pipi et au lit est une comédie française réalisée par Emmanuel Gillibert, sortie en 2018.

## Synopsis
Antoine est un célibataire de 40 ans, fêtard, travaillant dans la communication. Il voit son existence bousculée lorsque sa nouvelle colocataire, Jeanne, arrive dans son appartement avec ses deux enfants.

## Fiche technique
- Titre : Les Dents, pipi et au lit
- Réalisation : Emmanuel Gillibert
- Scénario : Emmanuel Gillibert et Marion Thiéry
- Photographie : Jérôme Alméras
- Montage : Sandro Lavezzi
- Costumes : Anne-Sophie Gledhill
- Décors : Jérémy Streliski
- Musique : Martin Rappeneau
- Producteur : Charles Gillibert
- Production : CG Cinéma
- SOFICA : Cofinova 13
- Distribution : SND
- Pays d’origine :  France
- Genre : comédie
- Durée : 105 minutes
- Dates de sortie :
  - France :
    - 19 janvier 2018 (Festival international du film de comédie de l'Alpe d'Huez)
    - 28 mars 2018

## Distribution
- Arnaud Ducret : Antoine
- Louise Bourgoin : Jeanne
- Timéo Bolland : Théo
- Saskia Dillais de Melo : Lou
- Laurent Ferraro : Éric
- Michaël Cohen : Stan
- Colette Kraffe : Mamoushka
- Hervé Masquelier : Papou
- Roby Schinasi : Vincent
- Joana Preiss : Nathalie
- Robert Plagnol : Christian
- Nicolas Ullmann : Thomas
- Magali Woch : Florence
- Joy Esther : Véronique
- Julien Sibre : le mari
- Brigitte Aubry : la fée Galipette
- Véronique Boulanger : l'avocate
- Adeline Moreau : la fille qui marche sur Dr Zinzin
- Josephine Callies : la baby-asitter
- Anne-Sophie Girard : Cécile
- Stéphane Godin : le premier flic
- Jean-Michel Vovk : Herbert
- Herbert Léonard : lui-même
- Janicke Askevold : un mannequin
- Camille Lavabre : une fille
- Lola Marois : une fille
- Pierre Samuel : le clown
- Claudine Acs : une passagère âgée dans l’avion